# Mohammad Naseem
Mohammad Naseem (1924 - 22 de abril de 2014) fue un médico y más tarde el presidente del Birmingham Mezquita Trust (Mezquita Central de Birmingham), uno de los lugares islámicos más grandes e importantes de la adoración en el Reino Unido. 
Nacido en Amritsar en la India británica, Naseem fue educado principalmente en Pakistán y luego en Inglaterra, donde se entrenó para convertirse y trabajador como médico de cabecera durante muchos años y también se especializó en el procedimiento médico de la circuncisión, en especial para la comunidad musulmana británica. 
Fue miembro de la ejecutiva y portavoz de asuntos de interior para el Partido Islámico de Gran Bretaña.
Naseem era el médico principal de la circuncisión masculina en la región y se situaba en Aston, Birmingham.
Mohammad Nassem murió en el Hospital Queen Elizabeth, de Birmingham el 22 de abril de 2014, a los 90 años de edad.